# Música afro-brasileira

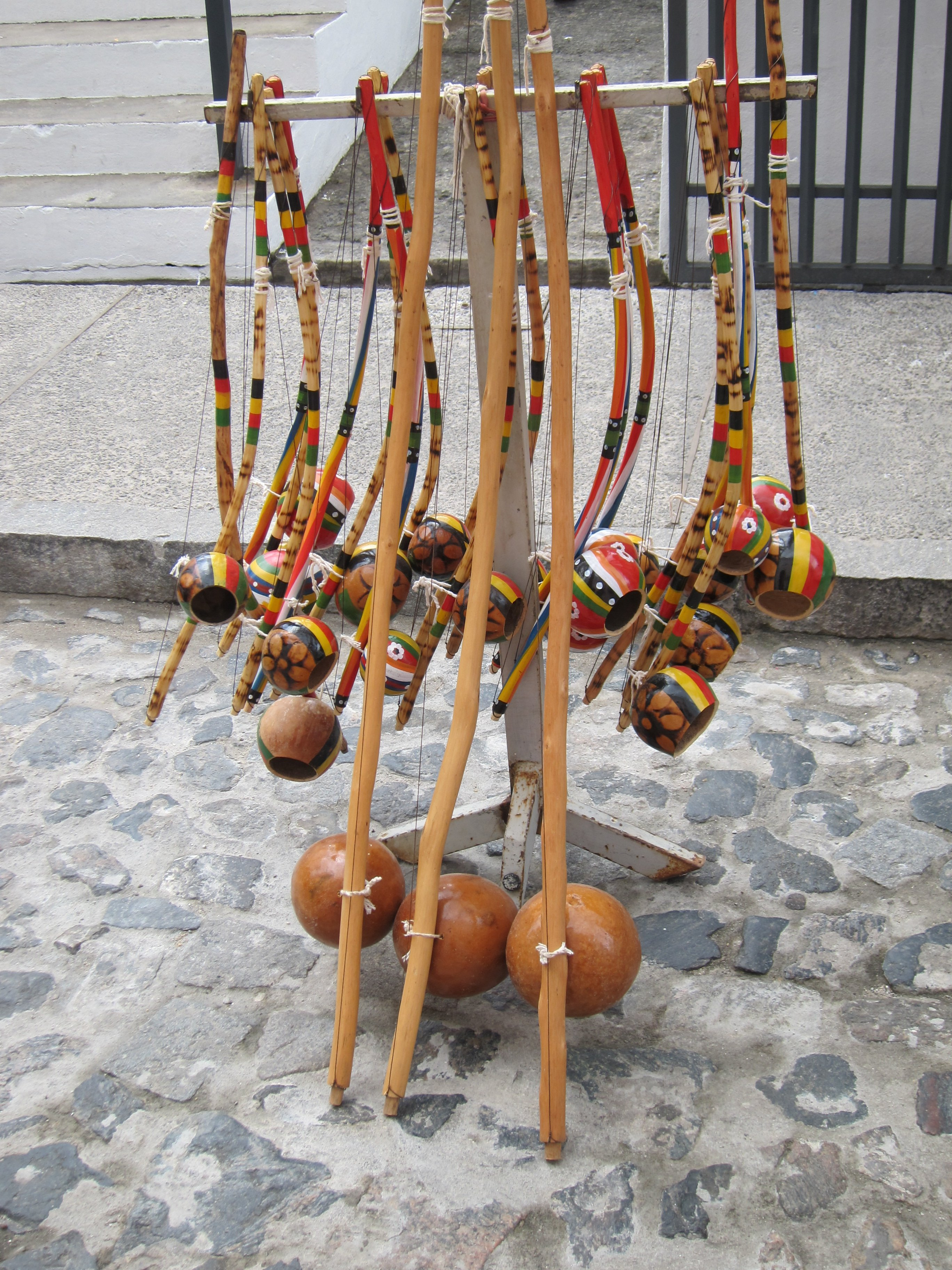
Berimbau, um instrumento afro-brasileiro

A música afro-brasileira consiste em uma mistura de influências musicais e culturais da África subsaariana, de Portugal e, em menor escala, da música ameríndia, criando uma grande variedade de estilos. As letras, os instrumentos e até mesmo as melodias geralmente têm conexões com a cultura africana e até mesmo influenciam a cultura e a música em outros países atualmente. Ela é fortemente influenciada pelos ritmos africanos. Os subgêneros mais conhecidos dos gêneros musicais afro-brasileiros são o samba, o marabaixo, o maracatu, o ijexá, o coco, o jongo, o carimbó, a lambada, o maxixe e o maculelê.
Como em todas as outras partes do continente americano onde havia escravos africanos, a música feita por afrodescendentes foi inicialmente negligenciada e marginalizada, até que ganhou reputação no início do século XX e se tornou extremamente popular na cultura contemporânea. Esse avanço veio em parte dos instrumentos exclusivos usados na música afro-brasileira, incluindo afoxé, agogô, alfaia, atabaque, berimbau e tambor.
Quase toda a música brasileira é influenciada por traços da música afro-brasileira, tanto que o artista afro-brasileiro Letieres Leite dizia que toda a música brasileira é afro-brasileira.

## Músicos
Há muitos artistas que influenciaram a música e a cultura afro-brasileira. Gilberto Gil é um dos artistas afro-brasileiros mais conhecidos, não só por sua música premiada, mas também por seu ativismo político. Em sua carreira, ele ganhou dois Grammys na categoria Melhor Álbum de World Music e recebeu sete indicações ao Grammy. Outros artistas e grupos populares incluem Pixinguinha, Abigail Moura, Nei Lopes, Agnaldo Timóteo, Racionais MC's e muitos outros. Esses artistas tocam muitos gêneros diferentes, incluindo, mas não somente, samba, rap, jazz, rock, funk, reggae e disco. A música afro-brasileira foi influenciada por instrumentos, ritmos, culturas e crenças africanas que continuam presentes na cultura cotidiana do Brasil.

## Instrumentos
Os instrumentos usados na música afro-brasileira variam conforme o gênero que está sendo tocado. Sendo assim, existe uma grande quantidade de instrumentos que são exclusivos da música afro-brasileira. Esses instrumentos incluem:
- Afoxé - O nome desse instrumento é de origem iorubá e se traduz literalmente como "a língua que faz acontecer". O afoxé estava extremamente ligado às cerimônias africanas e ao candomblé, tanto que as apresentações que o utilizam são frequentemente chamadas de "candomblé de rua".[4]
- Agogô - Instrumento semelhante a um sino agudo que se destaca durante uma apresentação de capoeira. É usado para complementar o ritmo de uma partida de capoeira e pode ser ouvido em muitas variações de samba.[5]
- Alfaia - A alfaia é usada predominantemente nas batidas do maracatu e do mangue. Originário de Pernambuco, esse tambor é diferente de outros semelhantes porque o aperto das cordas nas laterais muda o seu tom.[6]
- Atabaque - Há três tipos diferentes de atabaque. O rum alto, o rum-pi de tamanho médio e os menores tambores Le. O atabaque é frequentemente usado em danças de capoeira e maculelê.[6]
- Berimbau - O berimbau é um instrumento de uma corda só que está ligado à forma de arte marcial afro-brasileira da capoeira e também pode ser ouvido no jazz e na música folclórica tradicional. Ele produz um som ressonante único.[7]
- Ganzá - Outro instrumento percussivo de origem africana. O ganzá é um instrumento de chacoalhar tipicamente feito de estanho, comparável ao maracá indiano ou à cabaça africana. Embora seja um instrumento muito simples, ele pode executar ritmos tão complexos quanto a bossa nova.[8]
- Pandeiro ou adufo - O pandeiro é muito semelhante a um tamborim, com símbolos na lateral e uma tampa de tambor esticada em torno de sua face. A face do tambor do pandeiro pode ser afinada para soar como um tambor em uma bateria. É usado principalmente em músicas de samba, choro, coco e capoeira.[9]
- Reco-reco - O reco-reco é um instrumento de percussão com forte influência africana que é muito semelhante ao instrumento americano apelidado de "fish-scales". Muito usado no samba, era tradicionalmente feito de varas de bambu.[10]

## Candomblé
Os instrumentos e ritmos que o constituem vieram diretamente das tradições africanas dos escravos trazidos para o Brasil. O candomblé é uma tradição que se tornou uma das religiões nativas mais antigas do Brasil e é um dos usos originais que os escravos deram aos instrumentos e ritmos que hoje identificamos como afro-brasileiros. Na tradição do Candomblé, há uma grande reverência pelos instrumentos e ritmos afro-brasileiros. Durante as cerimônias do Candomblé, instrumentos como o atabaque e o agogô são usados para apaziguar os Orixás. Acredita-se que esses instrumentos e ritmos tenham um poder espiritual que faz com que o ouvinte fique mais disponível para comungar com os Orixás. Há também padrões e ritmos específicos de tambores que podem ser usados para chamar, banir e interagir com os Orixás.
A música afro-brasileira feita nos círculos de candomblé acabou se espalhando e ajudando a criar o samba. O candomblé era visto como uma prática inadequada pelos proprietários de escravos e pela maioria do Brasil. No Candomblé, a dança e a música são sagradas, por isso as reuniões eram disfarçadas de festas para evitar intervenções. Foi nessas festas organizadas por Tios e Tias (sacerdotes do Candomblé) que surgiram as primeiras batidas e danças do samba nas periferias do Rio de Janeiro.

## Capoeira
A influência da capoeira na música afro-brasileira é ampla. Há muitos tipos de apresentações de capoeira, cada uma com uma batida diferente para acompanhar a arte marcial. Algumas dessas batidas são:
- Tradicional Candomblé - Uma canção religiosa tradicional do candomblé, que se concentra nas danças e cerimônias tradicionais que desempenham um grande papel na religião. Na criação da capoeira regional, Mestre Bimba removeu muitos dos rituais e práticas religiosas originais da Capoeira.[13]
- Samba de roda - Utiliza algumas das primeiras versões do samba para combinar com danças folclóricas da África e do Brasil.[13] Caracteriza-se por uma roda em que as mulheres, e também os homens, começam a dançar o samba de tal forma que todos os capoeiristas presentes acabam se juntando a eles. As rodas são sempre animadas e cheias de alto astral e, nelas, as mulheres mostram toda a sua sensualidade de forma graciosa. O samba de roda geralmente começa após o término das rodas de capoeira.[14]
- Benguela da Regional - Essa é uma batida criada por Mestre Bimba para imitar o estilo da "capoeira de Angola". Esse tipo de apresentação é feito com batidas muito mais lentas e baixas e também é usado para acalmar os nervos dos jogadores quando o combate fica acirrado.[15]
- Os Toques da Regional - As batidas (toques) variam conforme o mestre e o tipo de capoeira. Entre os toques da capoeira regional estão: Hino da Capoeira Regional, Benguela, Cavalaria, Santa Maria, Pequeno, Idalina e Amazonas.[16] A inclusão de muitas batidas diferentes em uma única apresentação é considerada um microcosmo do Brasil como um todo.
- As quadras e os corridos da Regional - Esses tipos de músicas incluem muito mais cantos do que os estilos anteriores. As "quadras" são cantos que iniciam a apresentação e os "corridos" são cantos que mantêm a intensidade e o ritmo da apresentação rápidos e enérgicos.[13]
- O Hino do Grupo Ginga - Mestre Itapoan, fundador da Ginga Associação de Capoeira e aluno do venerado Mestre Bimba, tornou-se uma das maiores autoridades em capoeira regional e na história da Capoeira por sua devoção ao estudo e à prática durante toda a vida.[13] Segundo a Associação, O Hino do Grupo Ginga "tocado no ritmo tradicional da Regional, 'São Bento Grande', é o hino da Ginga Capoeira. Conta as origens do ginga capoeira, celebra nossa presença no mundo da Capoeira e conclama a todos que nos apoiam e nos desafiam".[13]